# Prognatyzm

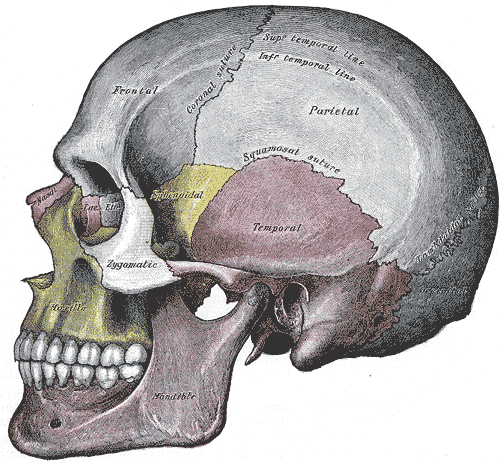
Ortognatyzm – czaszka współczesnego człowieka

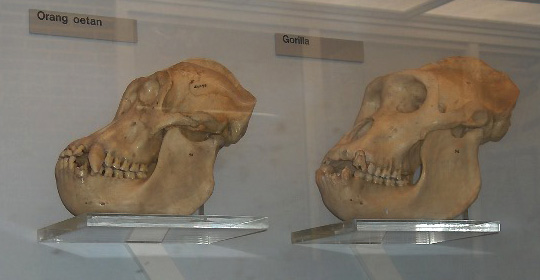
Przykład prognatyzmu – czaszki małp człekokształtnych

Prognatyzm (łac. prognathia) – nadmierne wysunięcie kości trzewioczaszki (żuchwy lub szczęk).
W języku angielskim określenie to stosuje się zarówno na wysunięcie szczęk (maxillar prognathism) jak i na wysunięcie żuchwy (mandibular prognathism). W języku polskim stosuje się odrębne nazwy – odpowiednio prognacja i progenia.
U człowieka współczesnego traktowany jako objaw chorobowy. W rozwoju ewolucyjnym człowieka ta cecha stopniowo zanikała (przodkowie człowieka cechowali się znacznym prognatyzmem – znacznemu wysunięciu ku przodowi podlegały kości szczęk i żuchwy). W procesie antropogenezy kości te ulegały stopniowemu cofaniu, tak że u obecnie żyjących ludzi występuje jedynie niewielkie wysunięcie kości szczęki i żuchwy ku przodowi czyli tzw. ortognatyzm. Prognatyzmem odznacza się pewien odsetek ludzi rasy czarnej. Wysunięcie ku przodowi tylko kości szczękowych nosi nazwę prognatyzmu zębodołowego i zdarza się jako wariant normy u osobników rasy żółtej.
Prognatyzm żuchwy  występujący u Habsburgów to tzw. warga habsburska.
Cecha ta występuje także u zwierząt, np. psów rasy buldog, bokser.

## Prognatyzm a prognacja
Prognatyzm opisuje nadmierny rozwój szczęki i żuchwy. Natomiast prognacja (prognacja szczęki) jest wadą zgryzu objawiającą się nadmiernym rozwojem szczęki w stosunku do żuchwy. Pacjent z taką wadą kwalifikowany jest jako pacjent z wadą dotylnią – jest to tzw. tyłozgryz rzekomy, ponieważ dolny łuk zębowy jest tylko rzekomo cofnięty w relacji do wysuniętej szczęki. Prognatyzm żuchwy to progenia.